# Cain's Offering
"Cain's Offering", ("Ofrenda de Caín" en español) es una banda de power metal melódico finlandesa fundada en 2008 en Helsinki por Jani Liimatainen y Jani Hurula. La banda había tomado influencia de agrupaciones como Stratovarius, Sonata Arctica y Nightwish.

## Historia
Las primeras ideas para la banda comenzaron a finales de 2005 bajo el nombre de "Mindrealms" y algunas demostraciones tempranas fueron hechas por Jani Liimatainen. En este punto la banda estuvo formada únicamente por Jani Liimatainen y Jani 'Hurtsi' Hurula. Luego al poco tiempo los músicos Jukka Koskinen y Mikko Harkin (Ex-Tecladista de Sonata Arctica) se unieron en estas primeras etapas y un cantante se acercó tome la iniciativa. Sin embargo este cantante lo rechazó. En el 2007 la banda se completó con el cantante de Stratovarius Timo Kotipelto para el primer álbum. En el 2008 la banda cambió su nombre a "Cain's Offering" y tomó influencias de agrupaciones como Stratovarius, Sonata Arctica y Nightwish. En los coros teniendo a Petri Aho (Backing Vocals, Choirs), Antti Railio (Backing Vocals, Choirs) y Janne Hurme (Choirs) como adicionales. La banda dibuja sus influencias musicales de la escena del Power Metal Sinfónico y un sonido de metal muy moderno, Cain's Offering. Con la formación lista Jani Liimatainen ya tenía material para ser grabado y con Avalon serían su casa discográfica japonés. 

### Una Nueva Era
En el 2009 se lanzó oficialmente el primer sencillo a través de YouTube "My Queen Of Winter" dado a conocer como es el nuevo trabajo y el sonido progresivo de su primer álbum. Su primer álbum Gather The Faithful que cuenta con 10 canciones (11 en la edición japonesa del disco) fue publicado el 22 de julio de 2009 por la compañía discográfica japonesa Avalon. Toda la música y las letras fueron escritas por Liimatainen. El 25 de julio la banda anunció que había firmado un contrato con Frontiers Records y que su álbum debut sería publicado en Europa el 28 de agosto y el 11 de septiembre en Estados Unidos. Gather The Faithful alcanzó el puesto número 20 en Finlandia. Como muchos fanáticos de la banda preguntaron posibilidad de un tour, Jani Liimatainen dijo en una entrevista con “power metal”.
Jani Liimatainen: Hasta ahora ninguna, ya que como usted sabe probablemente, Timo está muy ocupado con Stratovarius, ahora que acaba de lanzar "Polaris". Esperemos que el año que viene tenemos que hacer algunos shows en vivo, porque me gustaría llevar este material a la vida en el escenario, así.
El disco fue mezclado en USA por "Jimmy Westerlund" y masterizado por "Eddy Schreyer". La producción del disco fue por el guitarrista Jani Liimatainen, la portada fue obra de "Alex Yarborough". Actualmente muchos de los fanes de Sonata Arctica y Stratovarius, piensan o afirman que este disco es mucho mejor material de lo que son las últimas producciones de las bandas antes mencionadas, que serían, The Days of Grays y Polaris.

### Resurrección: Nuevo álbum Stormcrow
En el 2015 después de 6 años de ausencia, en el Facebook oficial de Cain's Offering Jani Liimatainen publicó que las voces de su nuevo disco ya están terminadas y que, el segundo disco de la banda llegara muy pronto. En este disco ya no cuentan con los integrantes Mikko Harkin y Jukka Koskinen en su lugar se les une Jens Johansson de Stratovarius en los teclados y Jonas Kuhlberg en el bajo. El 15 de abril de 2015 se publicó el primer sencillo del disco "I Will Build You a Rome" por el sello Frontiers Records, el 22 de abril se publicó el segundo "Stormcrow" la canción homónima del disco y el 30 de abril se publicó la canción "The Best of Times" oficialmente por YouTube. El nuevo disco de la banda llamado "Stormcrow" fue publicado el 29 de abril por el sello Avalon, el 15 de mayo en Europa y el 19 en Norteamérica por la compañía Frontiers Records. Compuesto por 11 canciones y (12 en la edición Japonesa del disco). El álbum entró en el puesto número 12 en Finlandia y se mantuvo ahí por una semana. El disco fue producido por el guitarrista Jani Liimatainen, mezclado por Matias Kupiainen guitarrista de Stratovarius, masterizado por "Mika Jussila". La carátula del disco fue obra de "Olli-Pekka Lappalainen", Stormcrow fue grabado en los estudios Finnvox en Helsinki. En una entrevista al líder de la banda dice lo siguiente. 
"Creo que musicalmente el nuevo disco es un poco más centrado y coherente. 'Gather The Faithful' fue el primer álbum en el que escribí toda la música y letra de mí mismo, y en retrospectiva, tal vez yo era un poco demasiado ambicioso, tratando de demostrar que realmente puedo escribir canciones realmente buenas y complejos. Han pasado seis años desde el primero y creo que he madurado como escritor, no tratando de probar nada más, tratando de escribir el mejor material posible. Es todavía muy vocal y la escritura orientada melodía ya que para mí, la melodía es siempre el rey, pero trató de mantener las cosas un poco más sencilla esta vez".
El batería Jani Hurula describió como "majestuosa y gigantescos" y también dijo que las canciones del álbum "están más concentrados y tienen más carne alrededor de ellos. Sólo la forma en que les gustan. La producción también fue exactamente lo que cada de nosotros quería que fuera en esta ocasión ". El título del álbum, según él, se ajusta a la banda "perfectamente. Los de abajo están de vuelta con una venganza!". Hurula también dijo que la banda va a grabar un vídeo para el álbum y que son también está dispuesto a recorrer, pero no dio más detalles. Liimatainen también expresó su deseo de gira y grabar un vídeo, pero depende de sus horarios compañeros de la banda.

### Japón Tour 2016 - Resurrección
En el 2016 la banda visitaría Japón para 3 show en la gira iniciando el 24 de febrero por Tokio, luego el 25 por Osaka. Por parte tras el éxito de su gira en Japón la banda lanzara una vez más una reedición del disco Stormcrow en Japón el 17 de febrero con 3 canciones nuevas "I Will Build You A Rome (Demo Jani on Vocal)", "The Best Of Times (Demo Jani on Vocal)" y "Child Of The Wild (Demo Jani on Vocal). En Japón según la "Burrn Magazine" el cantante Timo Kotipelto quedó en el puesto número 16 de los mejores vocalistas, mientras Jens Johansson quedó en el puesto número 1 en los mejores tecladistas del mundo. Jani Liimatainen dijo en una entrevista que esta actualmente trabajando con Timo Kotipelto para un futuro álbum de Cain's. Por otro lado Jani está preparando un nuevo proyecto con la ex- cantante de Nightwish "Anette Olzon" un nuevo disco que promete ser muy melódico y con canciones pegadizas para el 2017. El 16 de noviembre Frontiers Records publicó el nuevo videoclip oficial de la banda "The Best Of Times". El director del vídeo fue "Antti Kangasaho".

## Miembros
- Timo Kotipelto – Voz (2007–presente)
- Jani Liimatainen – Guitarra (2007–presente)
- Jani Hurula – Batería (2007–presente)
- Jonas Kuhlberg – Bajo (2014–presente)
- Jens Johansson – Teclado electrónico, Piano (2014–presente)

### Exmiembros
- Mikko Härkin – Teclado electrónico, Piano (2007-2013)
- Jukka Koskinen – Bajo (2007-2013)

## Álbumes de estudio
| Título              | Discográfica      | Año  |
| Gather The Faithful | Frontiers Records | 2009 |
| Stormcrow           | Frontiers Records | 2015 |